# Raab (Familienname)
Raab ist ein Familienname.

## Namensträger

### A
- Agnes Raab (1900–1960), deutsche Politikerin (Ost-CDU), MdL Sachsen-Anhalt
- Alfred Raab (1925–2012), deutscher Mundartschriftsteller
- Andrea Raab, deutsche Wirtschaftswissenschaftlerin und Hochschullehrerin
- Andreas Raab (1955–2024), deutscher Politiker (CDU)
- Andreas Raab (Biologe) (* 1977), deutscher Molekular- und Mikrobiologe sowie Longevity-Wissenschaftler
- Anton Raab (1913–2006), deutscher Fußballspieler und -trainer
- Antonius Raab (1897–1985), deutscher Pilot, Flugzeugbauer und Unternehmer

### B
- Bernhard Raab (* 1966), deutscher Fußballspieler

### C
- Carl Axel Raab (1835–1871), schwedischer Maler
- Chris Raab (* 1980), US-amerikanischer Schauspieler
- Claus Raab (1943–2012), deutscher Musikwissenschaftler und Hochschullehrer
- Curt von Raab (1834–1908), deutscher General und Historiker

### D
- Daniela Raab, Geburtsname von Daniela Ludwig (* 1975), deutsche Politikerin (CSU)
- Dominic Raab (* 1974), britischer Politiker
- Dominik Raab (* 1988), deutscher Schlagzeuger
- Doris Raab (1851–1933), deutsche Kupferstecherin und Radiererin

### E
- Eckhard von Raab-Straube (1967–2024), deutscher Biologe und Kustos
- Eduard von Raab (1837–1888), österreichischer Großgrundbesitzer und Politiker
- Eduard Raab (Maler) (* 1953), deutscher Maler
- Emanuel Raab (* 1957), deutscher Fotokünstler und Hochschullehrer
- Emil Raab (1866–1933), österreichischer Arzt
- Erich Raab (* 1943), deutscher Sozialwissenschaftler
- Ernst Raab (1910–1973), deutscher Internist
- Estera Raab (1922–2015), polnisch-amerikanische Holocaustüberlebende
- Esther Raab (1894–1981), israelische Dichterin

### F
- Ferdinand Raab (Maler) (1821–1877), deutscher Maler
- Ferdinand Raab (Manager) (1878–1954), deutscher Industriemanager
- Frank Raab (1879–1940), US-amerikanischer Turner
- Franz Raab (Komponist) (Franz de Paula Raab; 1764–1804), tschechischer Organist und Komponist
- Franz Raab (Schriftsteller) (1836–1903), österreichischer Schriftsteller und Pädagoge
- Franz Raab, Alternativname von Josef Raab (Widerstandskämpfer) (1899–1971), deutscher Widerstandskämpfer
- Franz Anton von Raab (1722–1783), österreichischer Hofbeamter
- Friedrich Raab (Politiker) (1859–1917), deutscher Porzellanmaler und Politiker, MdR
- Friedrich Raab (Wirtschaftswissenschaftler) (1890–1936), deutscher Wirtschaftswissenschaftler und Hochschullehrer
- Friedrich Raab (Ingenieur) (1894–1964), deutscher Bauingenieur und Hochschullehrer
- Friedrich Carl Raab (1777–1854), deutscher Unternehmer
- Friedrich Günther Raab, eigentlicher Name von Patrick Lindner (* 1960), deutscher Schlagersänger
- Fritz Raab (Flugzeugkonstrukteur) (1909–1989), deutscher Flugzeugkonstrukteur und Unternehmer
- Fritz Raab (Schriftsteller) (1925–2010), deutscher Schriftsteller und Rundfunkredakteur

### G
- Gabriel Raab (* 1981), deutscher Schauspieler
- Georg Raab (1869–1932), deutscher Politiker
- Georg Martin Ignaz Raab (1821–1885), österreichischer Maler
- George Raab (1866–1943), US-amerikanischer Maler
- Gerhard Raab (1956–2023), österreichischer Grafiker, Maler und Bildhauer
- Gustav Raab (Märtyrer) (1905–1943), deutscher römisch-katholischer Geistlicher und Märtyrer
- Gustav Raab (1938–2006), österreichischer Bankmanager

### H
- Hans Raab (Instrumentenbauer) (1855–1912), deutscher Zupfinstrumentenbauer
- Hans Raab (Unternehmer) (1940–2012), deutscher Unternehmer und Erfinder
- Hans-Rudolf Raab (* 1955), deutscher Chirurg und Hochschullehrer
- Harald Raab (1921–1969), deutscher Slawist und Hochschullehrer
- Heike Raab (* 1965), deutsche Politikerin (SPD)
- Heinrich Raab (Politiker) (1893–1969), österreichischer Lehrer, Politiker (VF) und Diplomat
- Heinrich Raab (Journalist) (Enrique Raab; 1932–nach 1977), österreichisch-argentinischer Journalist
- Herbert Raab (* 1969), österreichischer Informatiker und Amateurastronom
- Heribert Raab (1923–1990), deutscher Historiker

### I
- Ignaz Raab (1715–1787), böhmischer Kirchenmaler
- Inga Raab (* 1979), deutsche Cellistin
- Isidor Raab (1826–1879), österreichischer Archivar und Historiker

### J
- Joachim Raab (* 1948), deutscher Künstler
- Johann Raab (Tänzer) (1807–1888), österreichischer Tänzer und Tanzpädagoge
- Johann Christian Ludwig Raab (1800–1865), deutscher Grubenbesitzer
- Johann Leonhard Raab (1825–1899), deutscher Kupferstecher und Radierer
- Johannes Raab (1826–1881), deutscher Politiker, MdL Hessen-Homburg
- Josef von Raab (1832–1882), österreichischer Offizier und Schriftsteller
- Josef Raab (Widerstandskämpfer) (1899–1971), deutscher Widerstandskämpfer
- Josef Raab (Anglist) (1960–2019), deutscher Anglist und Hochschullehrer
- Julius Raab (1891–1964), österreichischer Politiker (ÖVP)
- Jürgen Raab (* 1958), deutscher Fußballspieler und -trainer
- Jürgen Raab (Soziologe) (* 1964), deutscher Soziologe und Hochschullehrer

### K
- Karl Raab (Parteifunktionär) (1906–1992), deutscher Parteifunktionär (KPD/SED)
- Karl Raab von Rabenau (1849–1903), österreichischer Journalist
- Karl Otto Raab (1899–1984), deutscher Geodät und Hochschullehrer
- Klaus Raab (* 1959), deutscher Basketballspieler
- Kurt Raab (1941–1988), deutscher Schauspieler

### L
- Lorenz Raab (* 1975), österreichischer Trompeter
- Ludwig Raab (1854–1941), deutscher Jurist und Heimatforscher

### M
- Markus Raab (* 1968), deutscher Sportwissenschaftler und Hochschullehrer
- Matheo Raab (* 1998), deutscher Fußballspieler
- Max Raab (1902–1973), deutscher Politiker (NPD)

### N
- Nicola Raab (* 1972), deutsche Opernregisseurin

### O
- Olivier Raab (* 1955), französischer Maler
- Otto Raab (1899–nach 1972), deutscher Finanzmanager

### P
- Paul Raab (1928–1986), österreichischer Politiker (ÖVP)
- Peter Raab (* 1943), österreichischer Sänger, Schauspieler und Kabarettist

### R
- Rex Raab (1914–2004), britischer Architekt
- Riki Raab (1899–1997), österreichische Tänzerin
- Rosemarie Raab (* 1946), deutsche Politikerin
- Rudolf Raab (Schauspieler, 1861) (1861–1940), deutscher Schauspieler und Sänger
- Rudolf Raab (Schauspieler, 1926) (* 1926), österreichischer Schauspieler
- Rudolf Raab (Maler) (* 1929), deutscher Maler und Zeichner
- Rudolf Raab (Leichtathlet), deutscher Leichtathlet

### S
- Stefan Raab (* 1966), deutscher Showmaster, Fernsehproduzent und Musiker
- Susanne Raab (* 1984), österreichische Juristin und Politikerin (ÖVP)

### T
- Thomas Raab (Filmeditor), deutscher Filmeditor
- Thomas Raab (Rechtswissenschaftler) (* 1961), deutscher Rechtswissenschaftler
- Thomas Raab (Schriftsteller, 1968) (* 1968), österreichischer Schriftsteller, Übersetzer und Kognitionsforscher
- Thomas Raab (Schriftsteller, 1970) (* 1970), österreichischer Schriftsteller, Drehbuchautor und Musiker
- Thomas Raab (Geograph), deutscher Geograph und Hochschullehrer

### U
- Uwe Raab (* 1962), deutscher Radsportler

### W
- Walter Raab (1929–2014), deutscher Ingenieur und Hochschullehrer
- Werner Raab (* 1947), deutscher Politiker
- Wilhelm Raab (Mediziner) (1895–1970), österreichisch-US-amerikanischer Kardiologe und Physiologe
- Wilhelm Raab (Maler) (1907–1989), deutscher Maler
- Wolfgang Raab (Mediziner) (Wolfgang P. E. Raab; * 1934), österreichischer Dermatologe
- Wolfgang Raab (Zahnmediziner) (Wolfgang H.-M. Raab; * 1953), deutscher Zahnmediziner
- Wolfgang Raab (Tänzer) (* 1984), österreichischer Tänzer und Tanztrainer
- Wolfgang Schubert-Raab (* 1958), deutscher Ingenieur und Verbandsfunktionär